# Bauhinia ornata
Bauhinia ornata är en ärtväxtart som beskrevs av Wilhelm Sulpiz Kurz. Bauhinia ornata ingår i släktet Bauhinia och familjen ärtväxter.

## Underarter
Arten delas in i följande underarter:
- B. o. austrosinensis
- B. o. balansae
- B. o. burmanica
- B. o. contigua
- B. o. kerrii
- B. o. laotica
- B. o. mizoramensis
- B. o. ornata
- B. o. subumbellata